# 平安駅 (重慶市)
平安駅（へいあん-えき）は、中華人民共和国重慶市大渡口区に位置する重慶軌道交通2号線の駅である。駅番号は216。

## 駅構造

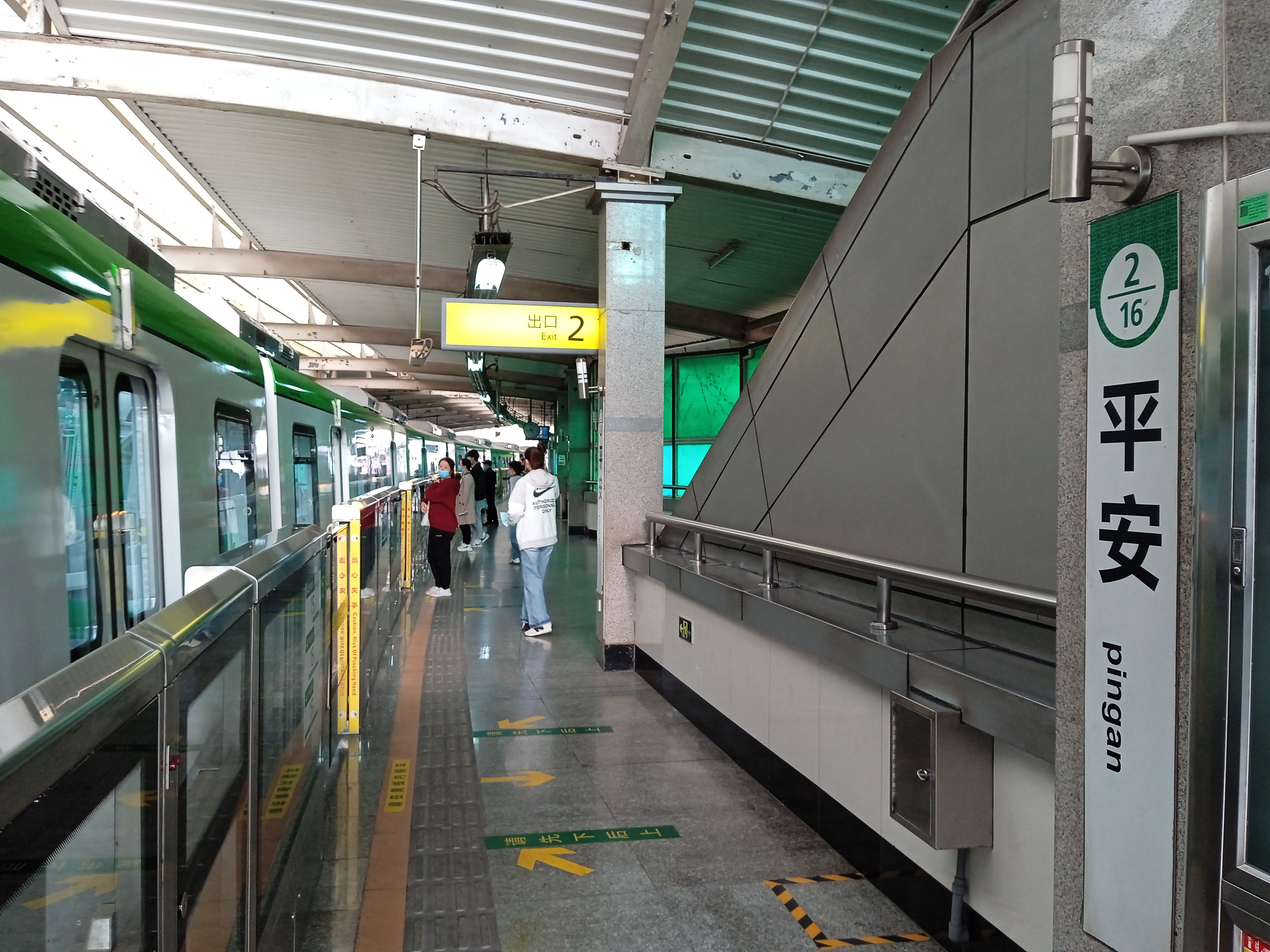
ホーム

相対式ホーム2面2線の高架駅。
| 相対式ホーム            |
| ←2号線 大坪・較場口方面 |
| 2号線 新山村方面→       |
| 相対式ホーム            |

- ホーム

## 駅周辺
- 大渡口体育場
- 大渡口郵政局
- 重鋼集団
- 重鋼医院
- 鋼城中学
- 育才小学

## 歴史
- 2006年7月1日 - 開業。

## 隣の駅
重慶軌道交通
■2号線
馬王場駅 (215) - 平安駅 (216) - 大渡口駅 (217)